# Maros Éva
Maros Éva (Pécs, 1946. február 9.) magyar hárfaművész. Maros Rudolf leánya, Maros Miklós Svédországban élő zeneszerző testvére.

## Élete
Bátyjához hasonlóan apja első, Molnár Klára hegedűművésszel kötött házasságából született.
1960 és 64 között a Bartók Béla Konzervatóriumban Rohmann Henrik, 1964-től a Zeneakadémián Lubik Hédy tanítványa volt. A kamarazenében Mihály András és Kurtág György voltak mesterei. Tanulmányait 1972-ben fejezte be.
1968-tól 1973-ig a Győri Filharmonikus Zenekarban játszott. 1973-ban a Magyar Állami Hangversenyzenekar vendégtagja. 1974-től a Magyar Rádió Szimfonikus Zenekarának hárfása, szólamvezető. Ezzel párhuzamosan 1991-től az EAR (= electro-acoustic research) kortárszenei együttesnek is tagja.
Híressé váltak 1987-től Geiger György trombitaművésszel tartott kamaraestjei. Ihletői lettek számos műnek is, például Hollós Máté Csöndes trombitaszó hárfával c. darabjának. Több közös lemezfelvételt is készítettek. Maros Évának ajánlotta Hidas Frigyes hárfaversenyét és Láng István klarinét–hárfa kettősversenyét.
Maros Éva jeles műgyűjtó is, amihez az indíttatást a gyermekkorától Borsos Miklóshoz fűződő kapcsolat adta.

## Díjai, elismerései
- 1981 – a Magyar Rádió nívódíja
- 1988 – Inter-Lyra díj
- 1989 – Artisjus-díj
- 1993 – Liszt Ferenc-díj
- 1994 – Artisjus-díj

## Külső hivatkozások
- Maros Éva a BMC honlapján
- Az EAR együttes tagjaként a BMC honlapján
- A Hübners Who is Who-ban Archiválva 2014. október 15-i dátummal a Wayback Machine-ben